# 佐敦·查維斯
佐敦·查維斯（英語：Jordan Blair Daydora Jarvis，1998年4月17日—），是一位香港出生的菲律賓足球員。

## 早期生活
佐敦查維斯出生于香港西營盤 ，中学期间就读于港青基信書院 。他有一個英国的父亲和一個菲律宾的母亲，父亲马克·查維斯（Mark Jarvis）是菲律宾超级联赛马卡蒂的所有者。 

## 事业

### 青年
中学期间佐敦查維斯是香港超級聯賽香港飛馬足球會的青年球员。 

### 大学生涯
佐敦查維斯为他所在马尼拉雅典大学的足球队效力。 

### 達沃鷹足球會
在UAAP与Ateneo队打了一个赛季之后，佐敦查維斯加入了菲律宾足球联赛達沃鷹足球會。 

### 環球馬卡蒂足球會
2018年，在菲律賓足球聯賽的第二个赛季，他加入了環球馬卡蒂足球會。 该球會以前是菲律賓國家足球隊经理丹·帕拉米（Dan Palami）拥有的，在经营该球會18年之后，他将其出售给了佐敦查維斯的父亲马克·贾维斯（Mark Jarvis）。 

### 東方足球隊
在担任职业足球运动员两个赛季后，佐敦查維斯在2019年回到了他的出生地，并签约了香港超級聯賽東方足球隊。

## 国际职业
由於他出生于香港，有一個英国的父亲和一个菲律宾人母亲，这使佐敦查維斯有资格打香港足球代表隊、英格蘭足球代表隊和菲律賓國家足球隊的联赛。 
2015年，佐敦查維斯在2016年亚足联U-19锦标赛预选赛中为菲律宾U-19效力。 他在2018年亞足聯U-23錦標賽外圍賽对阵日本23歲以下國家足球隊，中国国家奥林匹克足球队和柬埔寨U-23之前，于2017年被要求参加菲律宾 U-23 。 

### 菲律宾青年
2015年，佐敦查維斯在2016年亚足联U-19锦标赛预选赛中为菲律宾U-19效力。 
他在2018年亞足聯U-23錦標賽外圍賽对阵日本23歲以下國家足球隊，中国国家奥林匹克足球队和柬埔寨U-23之前，于2017年被要求参加菲律宾 U-23 。 

### 菲律宾
佐敦查維斯于2018年10月被征召到菲律宾 ，他被列入了21人决赛阵容，参加了2018班加班德杯（Bangabandhu Cup） 。  